# Zofia Raczkowska
Zofia Raczkowska (ur. 21 marca 1932 w Warszawie, zm. 27 kwietnia 2013 tamże) – polska artystka fotograf. Członkini Okręgu Warszawskiego Związku Polskich Artystów Fotografików.

## Życiorys
Zofia Raczkowska, związana z warszawskim środowiskiem fotograficznym, mieszkała w Komorowie. Od 1962 roku fotografowała przede wszystkim konie arabskie z Białki, Janowa Podlaskiego, Kurozwęk, Michałowa. Przez wiele lat fotografowała konie do katalogu aukcyjnego Polish Prestige. Fotografie koni publikowała w wielu polskich i zagranicznych wydawnictwach, folderach, plakatach, kalendarzach oraz czasopismach związanych z tematyką koni. Od początku lat 80. przedstawiała konie w fotografii barwnej. Była autorką i współautorką wielu wystaw fotograficznych związanych z fotografią koni; indywidualnych, zbiorowych, poplenerowych oraz pokonkursowych, na których zdobyła wiele nagród, wyróżnień, dyplomów, listów gratulacyjnych, m.in. na międzynarodowym konkursie kalendarzy w Stuttgarcie w roku 1987 zdobyła główną nagrodę Kodaka, w 1990 roku, na międzynarodowej wystawie w Rydze Horses of the World, otrzymała „Grand Prix”. Jej fotografie były prezentowane m.in. w Kolumbii (1983), Danii (1985), Szwecji (1989). Na przełomie 2001/2002 roku w galerii ZPAF w Warszawie odbyła się jej retrospektywna wystawa „Świat pełen koni”.
W 1984 roku została przyjęta w poczet członków rzeczywistych Okręgu Warszawskiego Związku Polskich Artystów Fotografików.
Była żoną Mirosława Raczkowskiego (1927–2020).
Zmarła po długiej chorobie, pochowana 7 maja 2013 na cmentarzu w Komorowie.

## Publikacje (albumy)
- Pferde, Pferde (1973), Wydawnictwo Sudwest[13][5]
- Araber Pferde, Wydawnictwo Sudwest[13][5]
- Aus meinem Tieralbum, Wydawnictwo Sudwest[13][5]
- Konie (2011). Wydawnictwo BoSz[9][7][17]
- Black & White (2020)